# Istinto

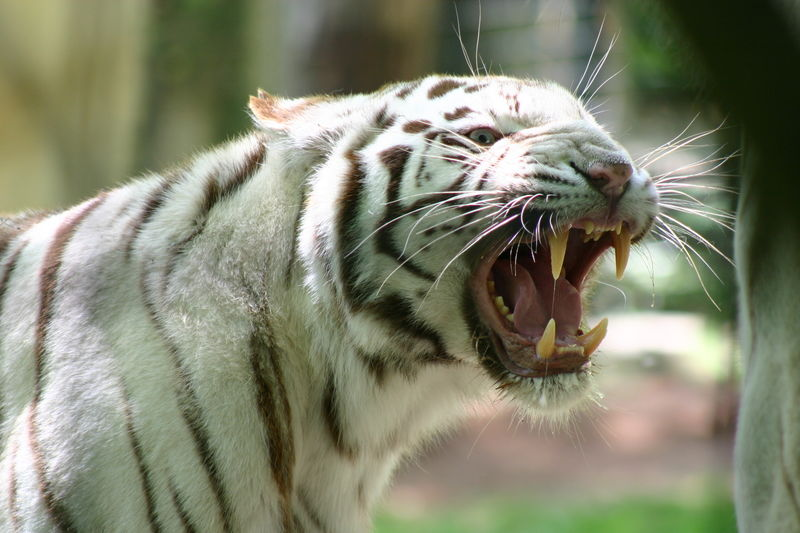
Ruggito di una tigre

L'istinto, o comportamento innato, è la tendenza intrinseca di un organismo ad eseguire o mettere in atto un particolare comportamento.

## Descrizione
Sono comportamenti automatici, ovvero non sono frutto di apprendimento né di scelta personale. L'istinto ha un rapporto piuttosto rigido con ciò che desidera e a cui mira, difficilmente ottenendo soddisfazione da un oggetto diverso.
In psicoanalisi si distingue dalla pulsione in quanto questa mira alla soddisfazione dei propri bisogni (fame, sonno, sesso) basandosi su schemi appresi tramite interazione continua tra individuo ed ambiente e senza obiettivi particolari.
Caratteristiche peculiari dell'azione istintiva sono la mancanza di basi derivanti da esperienze passate, ma sembra essere un comportamento innato dell'animale, come se derivasse da una caratteristica insita nel suo patrimonio genetico, e che viene compiuta in modo del tutto analogo da diversi individui, spesso senza che ne sia chiaro lo scopo. Esempi di comportamento istintivo sono le migrazioni degli uccelli, l'attrazione sessuale umana ed animale, gli stessi meccanismi della nostra vita sociale.
La definizione di istinto si estende anche ad azioni puramente psichiche e mentali. Intesa come processo innato, persino la stessa attività cognitiva, il cui obiettivo è la formulazione di pensieri, piani e significati, può essere considerata come un istinto naturale (anche se i processi psichici che si basano su schemi appresi quali il linguaggio, i numeri, le idee di colore e forma per soddisfare i bisogni di comunicare, contare, riconoscere, devono essere intesi come pulsione).

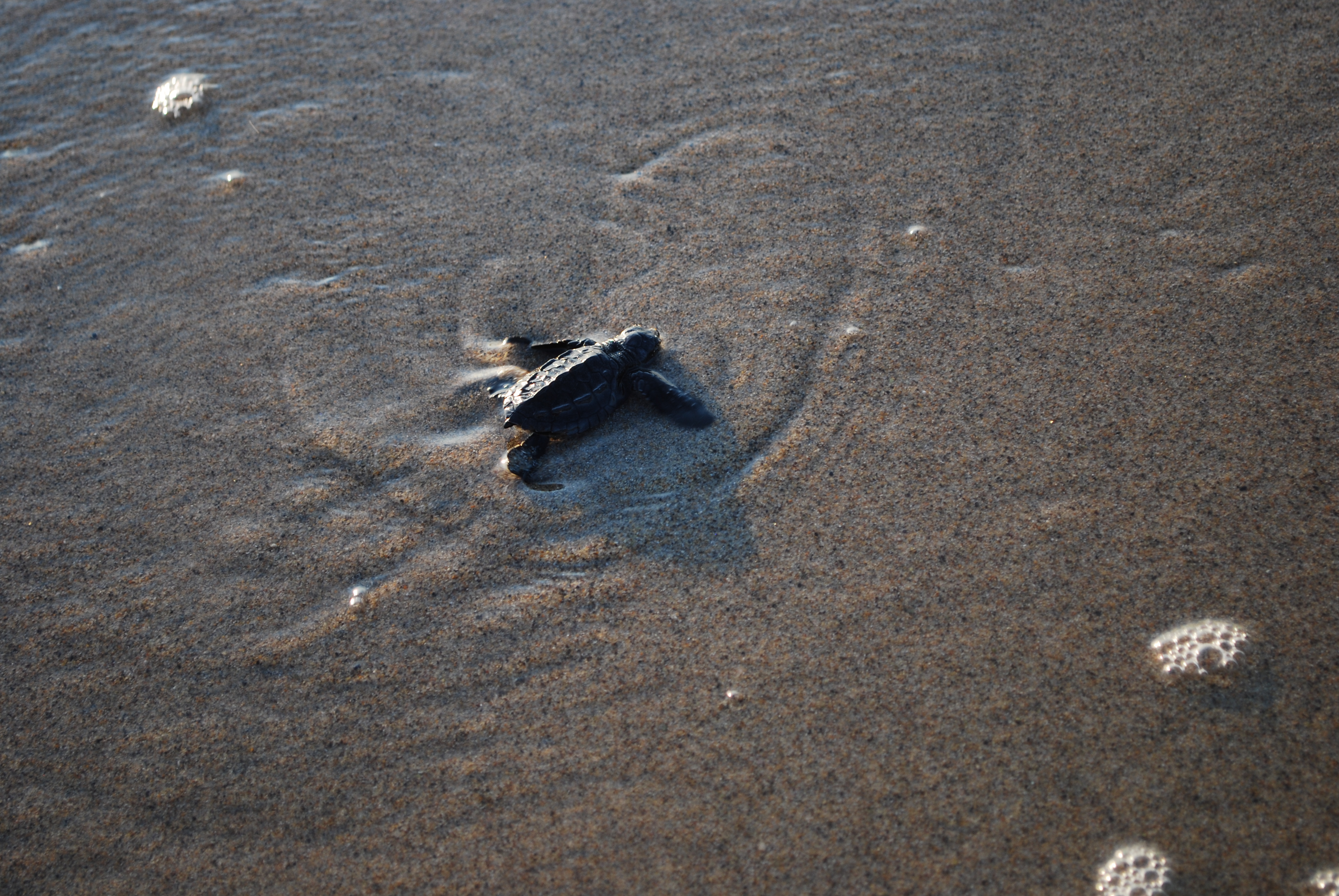
Un cucciolo di tartaruga liuto si dirige istintivamente verso l'oceano aperto.

Istinti fondamentali nell'uomo, sui quali si basano tutti gli altri impulsi umani, secondo Freud sono l'istinto di vita (Eros), l'innato bisogno di creare, mantenere in vita ed ottenere gioia e piacere, legato al significato di libido, principale fonte nell'uomo di energia creativa e positiva e, secondo Freud, anche l'istinto di morte (Thanatos), l'innato bisogno di distruggere, uccidere e rivivere le esperienze di tristezza e dolore, oltre al bisogno di morire, legato al significato di destrudo, fonte di energia distruttiva e negativa. La definizione di istinto in questi casi è abbastanza controversa e pertanto spesso si possono incontrare le stesse definizioni con i nomi di "pulsione di vita" e "pulsione di morte".
Comunemente universalmente accettati e noti sono l'istinto di sopravvivenza o autoconservazione e l'istinto all'autoaffermazione, presenti nel mondo animale compreso l'uomo.
Talvolta ci si riferisce all'istinto riferendosi ad intuizioni improvvise e senza fondamento che, per questo, appaiono innate ed "istintive": in questi casi si è soliti riferirsi a tali episodi con il termine "sesto senso".
Ultimamente, lo studio dell'istinto si è esteso all'endocrinologia, per verificare la correlazione tra azione istintiva ed ormoni, ed all'etologia, per studiare le implicazioni etiche e comportamentali negli istinti animali ed umani.
Secondo Konrad Lorenz l'istinto è come una grande forza all'interno dell'organismo che deve incanalarsi da qualche parte.
Filosofi come Arthur Schopenhauer e Friedrich Nietzsche nell'ambito delle filosofie della vita hanno rispettivamente individuato ed esaltato l'istinto di aggressività e la dimensione istintuale (spirito dionisiaco) come intrinseche e imprescindibili della natura dell'animo umano contrapposte alla razionalità.

## I primi teorici

### Jean Henri Fabre
Si dice che Jean Henri Fabre (1823-1915) sia stato il primo a studiare piccoli animali (che non erano uccelli) e insetti, e si sia specializzato in particolare negli istinti degli insetti. Fabre considerava un istinto un insieme collegato di comportamenti che un organismo subisce inconsciamente, in risposta a condizioni esterne.

#### Comportamento di insetti e animali
- Fabre ha concluso che una differenza significativa tra umani e animali è che gli animali non possono ragionare. Giunse a questa conclusione dopo aver osservato come insetti e uccelli selvatici continuassero a ripetere un certo comportamento in risposta a una nuova situazione. Sebbene questi comportamenti istintivi apparissero complessi, gli insetti e gli animali non hanno modificato il loro comportamento nonostante non li aiutasse in quella nuova situazione[9][11].
- Di seguito sono riportati alcuni comportamenti di insetti e animali che Fabre ha osservato ed etichettato come "istintivi", poiché non implicano ragionamenti[12]:
  - Istinti materni
  - Metamorfosi
  - Mimetismo
  - Muta
  - Fare il morto
  - Taxis (il movimento di un organismo in risposta a uno stimolo come la luce o la presenza di cibo)

#### Modelli fissi
- Fabre credeva che gli istinti fossero "modelli fissi", il che significa che questi insiemi collegati di comportamenti non cambiano in risposta a nuove situazioni ambientali[11][13]. Un esempio specifico che lo ha aiutato a giungere a questa conclusione è il suo studio di varie specie di vespe[10][11]. Tutte le specie di vespe che ha studiato hanno eseguito un certo modello di comportamento quando catturavano la loro preda, che Fabre ha chiamato un modello fisso. Poi Fabre è intervenuto nel processo di cattura delle prede da parte delle vespe, e solo una delle specie ha modificato il proprio comportamento in risposta a questa insolita intercettazione[11]. Fabre ha spiegato questa contraddizione sostenendo che tutti gli individui che si discostano dalle norme della loro specie sono solo un'eccezione, pur ammettendo che potrebbe esserci spazio per la crescita all'interno degli istinti di una specie[9][10][11].
- La convinzione di Fabre che gli istinti siano fissi si oppone alla teoria dell'evoluzione. Rifiutò che una specie potesse evolversi in un'altra e rifiutò anche che la coscienza posseduta dagli umani potesse essere raggiunta attraverso l'evoluzione dei tratti inconsci[12][14].

### Wilhelm Wundt
Wilhelm Wundt (1832 - 1920) è noto per aver fondato il primo laboratorio di psicologia, avvenuto nel 1879 presso l'Università di Lipsia. È stato in grado di trarre conclusioni sull'istinto dalle sue attente osservazioni del comportamento sia animale che umano.

#### Processi inconsci
- Per spiegare meglio la ricerca di Wundt, Claudia Wassman ha analizzato un'ampia raccolta di fonti. Ciò includeva alcuni dei primi diari scritti da Wundt, che riflettevano sull'idea di incoscienza più delle sue ricerche successive e più note[18]. Il suo articolo conclude che credeva che i processi inconsci (che chiamava "movimenti istintivi") fossero il risultato di sensazioni ed emozioni e che questi processi inconsci costituissero dei mattoni verso la coscienza[17][18][19].

#### Espressioni facciali
- Un esempio di ciò che Wundt ha studiato per arrivare alle sue conclusioni sui processi inconsci include le espressioni facciali fatte dai bambini in risposta alle sensazioni di sapore dolce, acido e amaro[17]. Ha concluso che queste espressioni facciali erano il risultato dei bambini che cercavano di evitare emozioni spiacevoli perché c'era qualcosa di sgradevole nelle loro bocche e come questi istinti (che usa in modo intercambiabile con i movimenti riflessivi) sono diventati innati solo perché le generazioni passate lo hanno appreso e ha giovato alla loro sopravvivenza[17].

#### Selezione naturale
- Il processo attraverso il quale Wundt ha spiegato l'esistenza degli istinti avviene attraverso la selezione naturale. Più specificamente, la sua ricerca suggerisce che la selezione naturale provoca piccoli cambiamenti nel sistema nervoso nel tempo[17][19]. Questi cambiamenti determinano pulsioni ereditarie negli organismi, che sono poi responsabili di eventuali processi inconsci. Un'altra cosa da notare è che Wundt ha usato i termini processi inconsci, movimenti riflessivi e movimenti istintivi in modo intercambiabile, spesso raggruppandoli[17][18].

### Sigmund Freud
Sigmund Freud riteneva che le immagini mentali dei bisogni corporei, espresse sotto forma di desideri, fossero chiamate istinti.

### William McDougall
All'inizio del XX secolo fu riconosciuta una "unione di istinto ed emozione". William McDougall sosteneva che molti istinti hanno delle rispettive emozioni specifiche associate. Man mano che la ricerca diventava più rigorosa e i termini meglio definiti, l'istinto come spiegazione del comportamento umano divenne meno comune. Nel 1932 McDougall sostenne che la parola "istinto" è più adatta per descrivere il comportamento animale, mentre raccomandava la parola "propensione" per combinazioni dirette di molte abilità umane innate, che sono vagamente e variabilmente collegate, in un modo che mostra forte plasticità.

### Abraham Maslow
Negli anni '50, lo psicologo Abraham Maslow sostenne che gli esseri umani non hanno più istinti perché hanno la capacità di scavalcarli in determinate situazioni. Sentiva che ciò che viene chiamato istinto è spesso definito in modo impreciso e in realtà equivale a forti pulsioni. Per Maslow, un istinto è qualcosa che non può essere ignorato, e quindi mentre il termine poteva essere stato applicato agli esseri umani in passato, non può essere applicato in epoca moderna.

### Konrad Lorenz
L'interesse per i comportamenti innati è risorto negli anni '50 con Konrad Lorenz e Nikolaas Tinbergen, che hanno fatto la distinzione tra istinto e comportamenti appresi. La moderna comprensione del comportamento istintivo negli animali deve molto al loro lavoro. Ad esempio, esiste un periodo sensibile per un uccello in cui apprende l'identità di sua madre. Konrad Lorenz notoriamente aveva un'impronta d'oca sui suoi stivali. Da allora in poi l'oca avrebbe seguito chiunque indossasse gli stivali. Ciò suggerisce che l'identità della madre dell'oca è stata appresa, ma il comportamento dell'oca nei confronti di ciò che percepiva come sua madre era istintivo.

### Richard Herrnstein
In un articolo pubblicato nel 1972, lo psicologo Richard Herrnstein scrisse: "Un confronto tra la teoria dell'istinto di McDougall e la teoria del rinforzo di Skinner - che rappresenta la natura e l'educazione - mostra somiglianze notevoli e in gran parte non riconosciute tra i lati contendenti nella natura - coltivare il dibattito applicato all'analisi del comportamento".
FB Mandal ha proposto una serie di criteri in base ai quali un comportamento può essere considerato istintivo:
- essere automatico,
- essere irresistibile,
- verificarsi a un certo punto dello sviluppo,
- essere innescato da qualche evento nell'ambiente,
- verificarsi in ogni membro della specie,
- essere immodificabile,
- governare comportamenti per i quali l'organismo non ha bisogno di addestramento (sebbene l'organismo possa trarre profitto dall'esperienza e in quel grado il comportamento sia modificabile)[29].

In Information behavior: An Evolutionary Instinct (2010, pp. 35–42), Amanda Spink osserva che "attualmente nelle scienze comportamentali l'istinto è generalmente inteso come la parte innata del comportamento che emerge senza alcuna formazione o istruzione negli esseri umani". Afferma che il punto di vista secondo cui il comportamento informativo ha una base istintiva è radicato nell'ultimo pensiero sul comportamento umano. Inoltre, osserva che "comportamenti come la cooperazione, il comportamento sessuale, l'educazione dei figli e l'estetica sono [anche] visti come 'meccanismi psicologici evoluti' con una base istintiva".(1994). Nel 1908, William McDougall scrisse dell '"istinto di curiosità" e della sua associata "emozione di meraviglia", sebbene il libro di Spink non ne parli.
MS Blumberg nel 2017 ha esaminato l'uso della parola "istinto" e ha scoperto che variava in modo significativo.

## Negli esseri umani

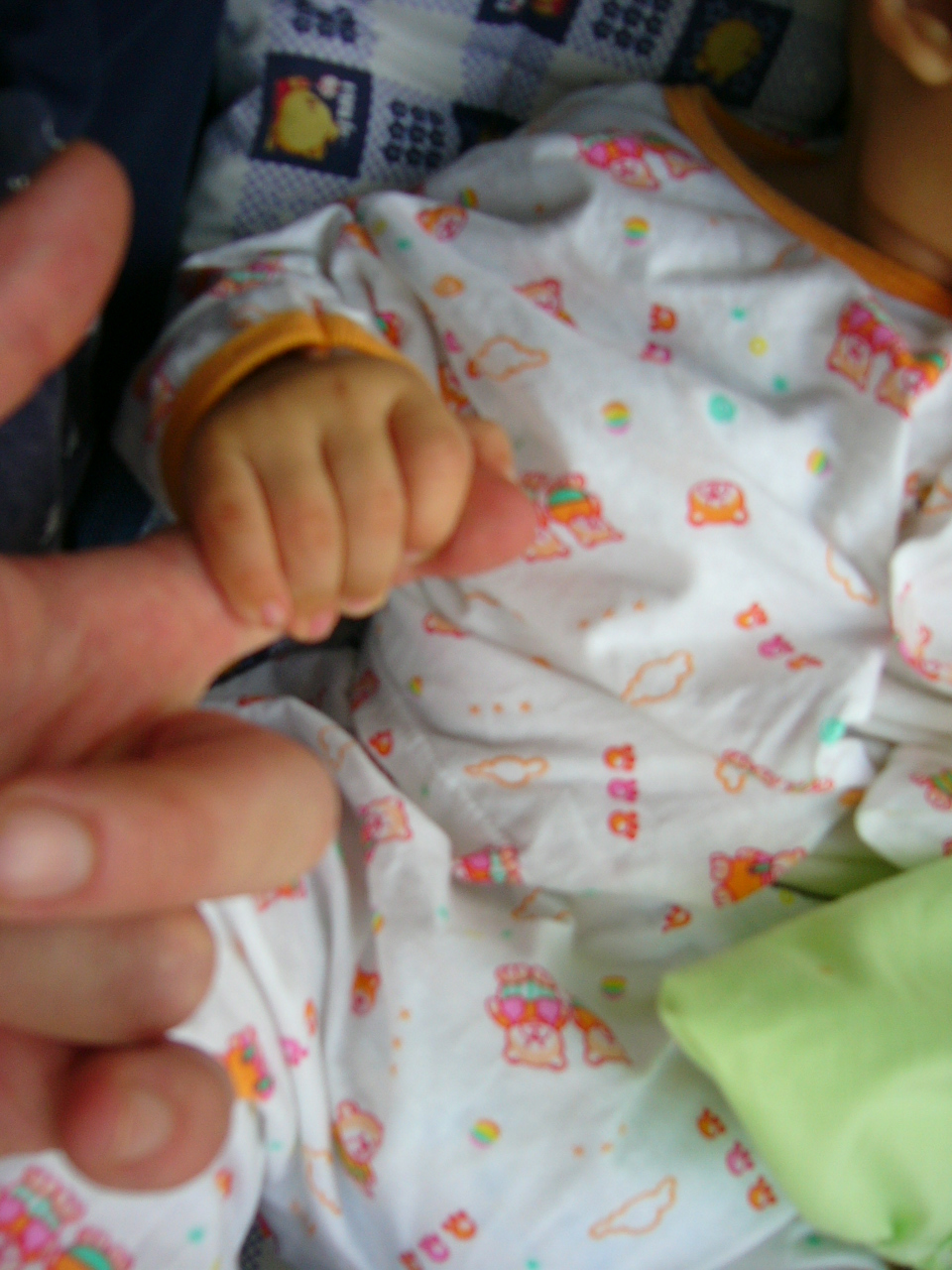
Riflessi neonatali: istintivamente il neonato fa dei movimenti.

Tra i possibili esempi di comportamento influenzato dall'istinto negli esseri umani ci sono:
1. La paura congenita di serpenti e ragni è stata riscontrata nei bambini di sei mesi[35].
2. Si ritiene che il pianto del bambino sia una manifestazione dell'istinto. Il bambino non può altrimenti proteggersi per la sopravvivenza durante il suo lungo periodo di maturazione. Il legame materno e paterno si manifesta particolarmente in risposta al pianto del bambino. Il suo meccanismo è stato in parte chiarito dalle osservazioni con la risonanza magnetica funzionale del cervello del genitore[36][37].
3. L'istinto del gregge si trova nei bambini umani e negli scimpanzé, ma è apparentemente assente nei giovani oranghi[38].
4. Gli ormoni sono legati a forme specifiche del comportamento umano, come la sessualità[39]. Alti livelli di testosterone sono spesso associati in una persona (maschio o femmina) con aggressività[40][41]. Tra i padri è stata riscontrata una diminuzione del livello di testosterone dopo la nascita di un bambino[42][43].
5. È stato suggerito che il comportamento igienico negli esseri umani sia in parte istintivo, basato su emozioni come il disgusto[44][45].

## Riflessi

Diagramma esplicativo dell'arco riflesso; il viaggio prende l'energia e l'impulso nervoso di uno stimolo da due o più neuroni.

Lo stimolo in un riflesso potrebbe non richiedere l'attività cerebrale ma invece può viaggiare verso il midollo spinale come un messaggio che viene poi ritrasmesso attraverso il corpo, tracciando un percorso chiamato arco riflesso. I riflessi sono simili ai modelli di azione fissi in quanto la maggior parte dei riflessi soddisfa i criteri di un FAP. Tuttavia, un modello di azione fisso può essere elaborato anche nel cervello; l'istintiva aggressività di uno spinarello maschio nei confronti di qualsiasi cosa rossa durante la stagione degli amori ne è un esempio. Esempi di comportamenti istintivi negli esseri umani includono molti dei riflessi primitivi, come il radicamento e l'allattamento, comportamenti che sono presenti nei mammiferi. Nei ratti, è stato osservato che le risposte innate sono correlate a sostanze chimiche specifiche e queste sostanze chimiche vengono rilevate da due organi situati nel naso: l'organo vomeronasale (VNO) e l'epitelio olfattivo principale (MOE).

## Maturazione
Alcuni comportamenti istintivi dipendono dalla comparsa dei processi di maturazione. Ad esempio, ci riferiamo comunemente agli uccelli che "imparano" a volare. Tuttavia, i giovani uccelli sono stati allevati sperimentalmente con dispositivi che impediscono loro di muovere le ali fino a quando non hanno raggiunto l'età in cui le loro coorti stavano volando. Questi uccelli volavano immediatamente e normalmente quando rilasciati, dimostrando che il loro miglioramento derivava dalla maturazione neuromuscolare e non dal vero apprendimento.

## In evoluzione

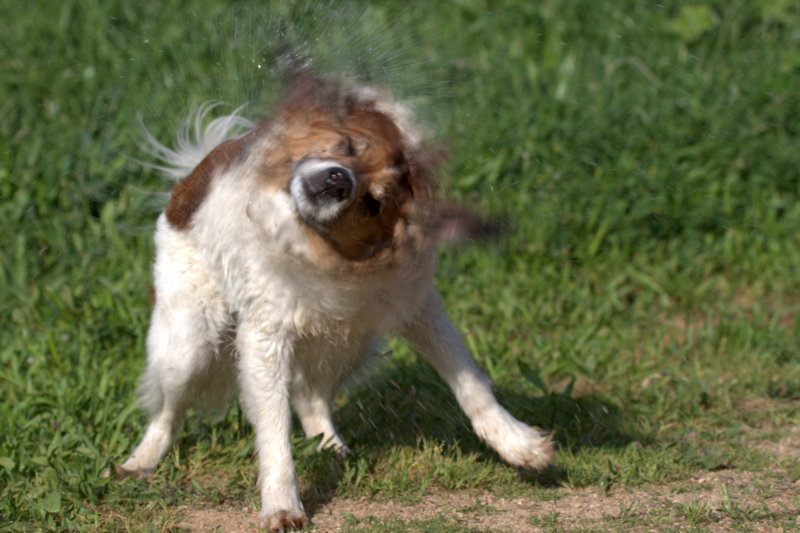
Un comportamento istintivo dei cani di scuotere l'acqua dal pelo bagnato.

L'imprinting fornisce un esempio di istinto. Questa risposta complessa può coinvolgere segnali visivi, uditivi e olfattivi nell'ambiente che circonda un organismo. In alcuni casi, l'imprinting attacca una prole al suo genitore, il che è un vantaggio riproduttivo per la sopravvivenza della prole. Se una prole ha attaccamento a un genitore, è più probabile che rimanga nelle vicinanze sotto la protezione dei genitori stessi. È anche più probabile che la prole attaccata impari da una figura genitoriale quando interagisce da vicino (i benefici riproduttivi sono infatti una forza trainante dietro la selezione naturale.)
L'ambiente è un fattore importante nell'evoluzione del comportamento innato. Un'ipotesi di Michael McCollough, psicologo positivo, spiega che l'ambiente gioca un ruolo fondamentale nei comportamenti umani come il perdono e la vendetta. Questa ipotesi teorizza che vari ambienti sociali facciano prevalere il perdono o la vendetta. McCollough collega la sua teoria alla teoria dei giochi.